# 110 East 42nd Street
110 East 42nd Street, también conocido como Bowery Savings Bank Building, es un edificio de oficinas de 18 pisos en Midtown Manhattan, Nueva York. Está ubicado en el lado sur de la calle 42, frente a Grand Central Terminal al norte, y entre el Pershing Square Building al oeste y el Chanin Building al este. 110 East 42nd Street lleva el nombre del Bowery Savings Bank, que había erigido el edificio como una nueva estructura de sucursales para complementar el Bowery original.
110 East 42nd Street fue diseñado en el estilo neorrománico italiano por York y Sawyer, con William Louis Ayres como socio a cargo. Fue erigido dentro de Terminal City, una serie de edificios ubicados sobre las vías subterráneas que rodean Grand Central, y hace uso de los derechos aéreos inmobiliarios sobre las vías. Está ubicado directamente encima de la estación Grand Central–Calle 42 del Metro de Nueva York.
110 East 42nd Street, así como el adyacente Pershing Square Building, fueron construidos en el sitio del Grand Union Hotel. La construcción comenzó en 1921 y se completó en 1923, y se agregó una adición entre 1931 y 1933. 110 East 42nd Street sigue utilizándose como banco y edificio de oficinas. Su fachada y vestíbulo se convirtieron en hitos designados de la ciudad de Nueva York en 1996.

## Diseño
Fue diseñado en estilo neorrománico italiano por la firma de York & Sawyer. El diseño comparte muchos elementos con el Pershing Square Building directamente al oeste, que también fue codiseñado por York & Sawyer. El sitio también está delimitado por el Chanin Building al este, la calle 42 al norte y la calle 41 al sur.

### Forma
Los planes originales de York y Sawyer para 110 East 42nd Street requerían una sala bancaria de cuatro pisos de altura, coronada por trece pisos de oficinas, para extender el ancho de la cuadra entre las calles 41 y 42. Un ático con techo a cuatro aguas en la parte superior de los pisos de oficinas llevaría la altura del edificio a 18 pisos. El edificio tiene una fachada de 31,7 m en la calle 42 y se extiende 60,4 m al fondo del lote en la calle 41.
Como no era una estructura independiente, 110 East 42nd Street se desvió de los diseños tradicionales de edificios bancarios, incluido el de la sucursal principal original en Bowery y Grand Street. Más significativamente, no se parecía a un "templo griego modificado" como lo habían hecho los edificios bancarios anteriores. En cambio, el edificio es de estilo neorrománico italiano. Ese diseño proporcionó consistencia a la fachada, pues el del Pershing Square Building es similar. El diseño definitivo de York & Sawyer enfatizó la yuxtaposición de las preocupaciones de la oficina y la banca en el edificio, una encima de la otra.

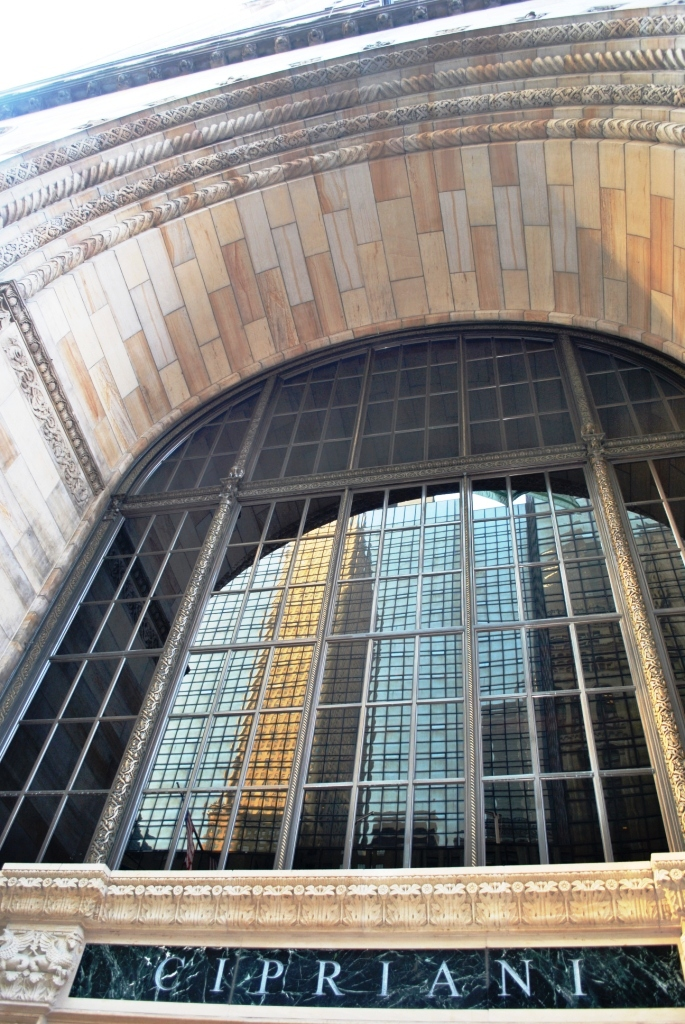
El arco de la calle 42, que muestra la gran ventana sobre la entrada. El arquitrabe corre por debajo de la parte superior del arco.

La fachada se divide en tres secciones verticales: la base, la torre y los pisos superiores. La fachada tiene elementos como arcadas y cornisas con voladizo. Se utiliza una variedad de materiales y colores para los elementos individuales del edificio, incluidas las columnas de granito rosa; enjutas de mármol verde; y un techo con tejas rojas. Los elementos de la fachada también están decorados con representaciones de figuras como "pájaros, bestias, fantásticas criaturas mitológicas [y] formas humanas".
La fachada de la calle 42 está hecha en gran parte de piedra arenisca de Ohio. En el lado de la calle 42, también hay columnas y colonetas de granito rosa; cofias de pared de azulejos; y enjutas de mármol verde.  La fachada de la calle 41 es de piedra arenisca en el primer piso, y el aparejo de ladrillo por encima de ella es de color ante. En la parte inferior de ambas fachadas hay un nivel freático de granito, que es 0,9 m más alto en la parte este del edificio, debido a que la topografía del área se inclina hacia el este.

#### Base
En la base de cuatro pisos que da a la calle 42 hacia el norte, hay una gran entrada de arco redondo que ocupa la mayor parte de la fachada, con arquivoltas detalladas que se ejecutan en la parte inferior del arco. El gran arco de la planta baja conduce a la gigantesca sala del banco en el interior. Un corto tramo de escaleras conduce a un conjunto de puertas, sobre las cuales hay una gran ventana que llena el resto de la abertura del arco. Hay dovelas que corren a lo largo de la parte superior del arco, con un motivo tallado ubicado dentro de todos los demás voissoir. Un par de rosetones, pequeñas aberturas circulares, se ubican en el cuarto piso flanqueando la parte superior del arco. Una arcada arquitectónica con aberturas arqueadas corre a lo largo de la fachada del quinto piso. 
Al oeste del arco principal (en el lado derecho visto desde la calle 42), un pequeño arco proporciona acceso al vestíbulo de entrada de la torre de oficinas, el vestíbulo del ascensor y la estación de metro Grand Central–Calle 42 La entrada tiene un tímpano semicircular sobre la puerta, con un patrón geométrico, así como bordes en relieve a cada lado de la puerta. Las palabras "The Bowery Savings Bank Building" están inscritas en la parte superior del tímpano y la dirección del edificio está completamente escrita en la parte inferior del tímpano. Sobre este arco hay dos pares de ventanas, una en el tercer y cuarto piso. El tercer piso incluye dos ventanas rectangulares y el cuarto piso tiene dos rejas arqueadas en lugar de las aberturas de las ventanas.
Al este (izquierda) está el anexo de la "Capilla" de seis pisos que se completó en 1933. Los dos pisos inferiores contienen una arcada de tres arcos con dos columnas de granito. Las ventanas rectangulares del tercer piso y las ventanas arqueadas del cuarto piso son similares a las del lado oeste de la fachada. Sobre la arcada del primer y segundo piso, hay cuatro motivos tallados, ubicados a intervalos regulares, así como una inscripción "Una institución mutua constituida en 1834 para servir a los que ahorran". Hay una galería arquitectónica que atraviesa la fachada del quinto piso.
La fachada de la base en la calle 41, al sur, es similar en que también tiene un gran arco arquivoltado con un juego de puertas debajo de un gran ventanal. Sin embargo, las puertas de la fachada de la calle 41 están ubicadas en una estructura de tres caras que se proyecta ligeramente. Flanqueando el arco hay tres tramos arquitectónicos, dos al oeste (izquierda) y uno al este (derecha) del arco. Cada una de estas bahías tiene dos ventanas rectangulares en el segundo piso, dos ventanas arqueadas en el tercer piso y un rosetón en el cuarto piso. Un camino de entrada que conduce a un estacionamiento subterráneo se encuentra en el primer piso debajo del tramo más a la izquierda.

#### Torre
En el lado de la calle 42 sobre la base de cuatro pisos, los pisos del quinto al 13 están articulados con pilares verticales y enjutas de ventanas. Los pilares dividen la fachada en cinco bahías arquitectónicas: cuatro bahías sobre la entrada principal del banco en el centro y un tramo sobre la entrada del edificio de oficinas en el lado oeste (derecho). cada tramo tiene dos ventanas en cada piso. Las cornisas horizontales con voladizo se encuentran por encima de los pisos 14 y 17. Hay una galería arquitectónica que atraviesa la fachada del quinto piso, así como otra galería que atraviesa los pisos 15 y 16. El piso 17 tiene aberturas de ventanas de arco redondo, mientras que el piso 18 consta de cuatro ventanas, cada una de las cuales tiene tres paneles.  En el piso 17, en la parte superior de la sección de la torre 110 East 42nd Street, hay cofias de azulejos. En la fachada de la calle 42, un asta de bandera se extiende desde el centro de la sección de la torre en el quinto piso, directamente sobre el centro del arco. 
En el lado de la calle 41, la fachada se eleva nueve pisos desde el nivel del suelo, con una cornisa en la parte superior de esta sección. Por encima del noveno piso, el edificio tiene un retranqueo de 6,7 m, y la torre se eleva detrás de este retranqueo al piso 17. El lado de la calle 41 también se articula con pilares verticales y enjutas de ventanas. También tiene cinco bahías arquitectónicas, y cada tramo tiene dos ventanas por piso.

### Interior del primer piso

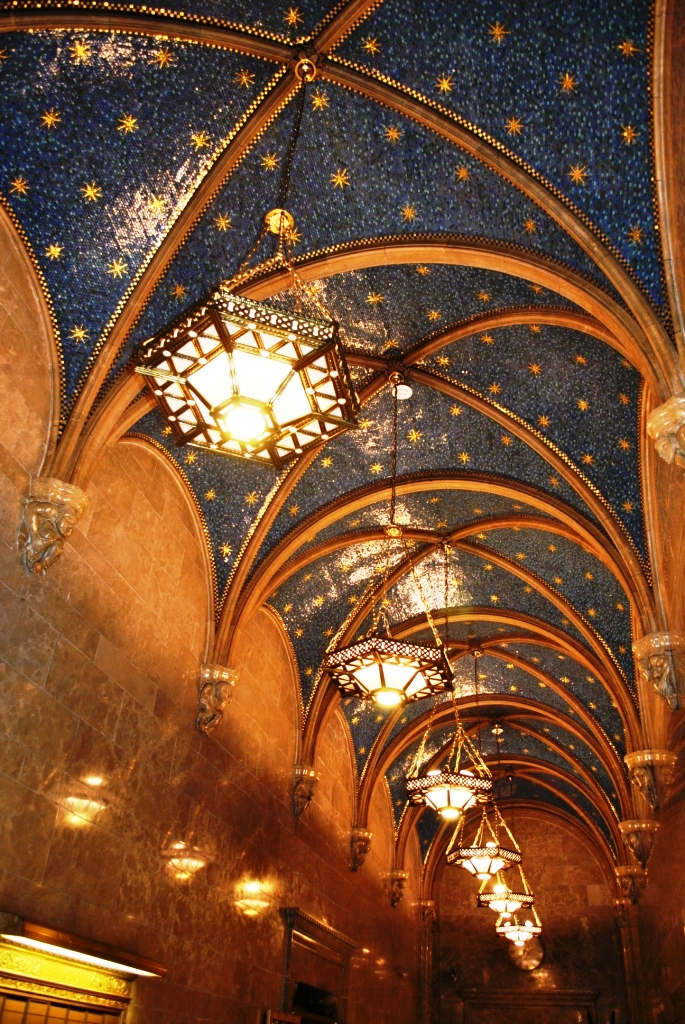
Bóveda interior

El primer piso consta de tres secciones: un vestíbulo de ascensor en el oeste, una sala de banca en el centro y la sección más pequeña "Capilla" al este. La enorme sala bancaria del primer piso mide 24,4 m de ancho y 60,2 m de largo con una un techo de 19,8 m d. Fue descrito por The New York Times como una de las salas bancarias más grandes de un banco de Nueva York. La sala del banco utiliza pantallas de mármol, piedra caliza, arenisca y bronce para crear un espacio que recuerda a una basílica. El anexo y las salas del banco utilizan una mezcla de materiales en las paredes y columnas: acuerdo con la Comisión de Conservación de Monumentos Históricos, estos incluyen sillería, así como "mármol, piedra caliza, arenisca, piedra de imitación y yeso".  Varios otros motivos también adornan las paredes, el techo y las columnas.
Se puede ingresar a la sala bancaria desde cinco lugares: los arcos principales de las calles 41 y 42 hacia el sur y el norte, respectivamente; una entrada al vestíbulo del edificio de oficinas al noreste; y dos puertas que conducen a los vestíbulos de los elevadores de pasajeros y carga hacia el oeste. El mostrador de los cajeros de mármol, de 127 cm de alto, está en el medio de la sala bancaria. El piso está hecho de patrones de baldosas de mármol y una escalera de madera en la esquina noreste de la sala del banco conduce al sótano.  El techo sobre la sala del banco está sostenido por armaduras de acero que atraviesan la bóveda. Seis armaduras principales corren perpendiculares a las paredes y están sostenidas por doce ménsulas, mientras que las cerchas más pequeñas corren en diagonal entre ménsulas alternas. El techo está revestido con seis capas de materiales, lo que le da la apariencia de "vigas y artesonados de madera menores". Seis candelabros cuelgan del techo en los lugares donde las vigas diagonales se cruzan entre sí. 
El anexo "Capilla" está ubicado al este de la sección norte de la sala bancaria, conectado a través de dos grandes aberturas rectangulares cortadas a través de la pared medianera en el lado este de la sala bancaria. El diseño es similar al de la sala bancaria, con paredes de piedra caliza y arenisca. Una logia del segundo piso da al extremo norte del primer piso del anexo, y debajo hay un conjunto de puertas dobles que conducen al arco central de la galería a lo largo de la calle 42. Dos candelabros y un patrón de rombo pintado se encuentran en el techo plano, mientras que un friso estampado corre cerca de la parte superior de la pared.
El espacio al oeste de la sala bancaria principal mide 20 pies (6,1 m) ancho y 197,5 pies (60,2 m) largo. Incluye un vestíbulo de entrada, así como un vestíbulo que tiene ascensores de pasajeros y carga. El vestíbulo, ubicado al norte y frente a la calle 42, tiene un techo con tres bóvedas. Incluye una escalera a la estación Grand Central–Calle 42 del metro de Nueva York a su lado occidental. Hacia el sur se encuentra el vestíbulo del ascensor, que tiene piso de baldosas decorativas y seis bóvedas de techo pintadas, de diseño similar al de la sala bancaria principal. Las puertas del ascensor contienen paneles de bronce con varios motivos en relieve. 

## Historia

### Sitio
La finalización de la Grand Central Terminal subterránea en 1913 dio como resultado el rápido desarrollo de Terminal City, el área alrededor de Grand Central, así como un aumento correspondiente en los precios de las propiedades inmobiliarias. Entre estos se encontraban el Helmsley Building en 47th Street y Park Avenue, así como el Grand Central Palace al otro lado de 42nd Street desde el actual 110 East 42nd Street. Para 1920, el área se había convertido en lo que The New York Times llamó "un gran centro cívico".
En 1913, los Contratos Dual fueron firmados por Interborough Rapid Transit Company (IRT) y Brooklyn-Manhattan Transit Corporation (BMT), dos compañías que operaban partes del actual metro de Nueva York. Un conjunto de plataformas en Grand Central, que ahora sirve a la línea IRT Lexington Avenue (trenes 4, 5 y 6), debía construirse en diagonal debajo de la obra como parte del acuerdo. En ese momento, el sitio debajo de la estación propuesta estaba ocupado por Grand Union Hotel, que fue condenado a través del dominio eminente en febrero de 1914. El proceso de expropiación del hotel costó 3,5 millones de dólares (equivalentes a 65 millones de 2019). Para pagar el costo de construcción de la estación, la Comisión de Servicios Públicos aprobó la construcción de un edificio de 25 pisos sobre la estación. En mayo de 1915, el sitio de construcción había sido excavado para la construcción del edificio. A pesar de la aprobación de la Ley de Zonificación de 1916, que requería reveses arquitectónicos para proporcionar luz a las calles de abajo, los planos del edificio se ajustaban a los códigos de zonificación más antiguos, que no requerían contratiempos.
Aunque la estación de la calle 42 de la línea IRT Lexington Avenue se abrió en 1918, el sitio sobre la estación no se desarrolló según lo planeado. La Comisión de Tránsito intentó vender el sitio de construcción en mayo de 1920 por 2,8 millones de dólares (equivalentes a 27,5 millones de 2019), pero no hubo oferentes. Luego, en julio de 1920, un consorcio de bienes raíces encabezado por el inversionista Henry Mandel ofreció 2,9 millones de dólares por el hotel (equivalentes a 28,5 millones de 2019), una propuesta que fue aceptada. El valor del terreno en el futuro sitio de construcción fue extremadamente valioso; en 1923, la Guía para pasajeros de la ciudad de Nueva York se refería a las cuadras de East 42nd Street entre Park Avenue y Fifth Avenues como "Little Wall Street ".

### Planeación y construcción
El Bowery Savings Bank, entonces ubicado en Bowery y Grand Street en el bajo Manhattan, estaba entre las partes que buscaban agregar una ubicación más al norte, y en septiembre de 1920 sus fideicomisarios acordaron por unanimidad buscar un sitio más al norte. Los fideicomisarios pronto encontraron un sitio en la calle 42, pero no se pudo construir un edificio bancario independiente allí, ya que se consideró demasiado costoso. Como tal, los fideicomisarios del banco crearon un comité de construcción para comenzar a planificar el edificio en diciembre de 1920.

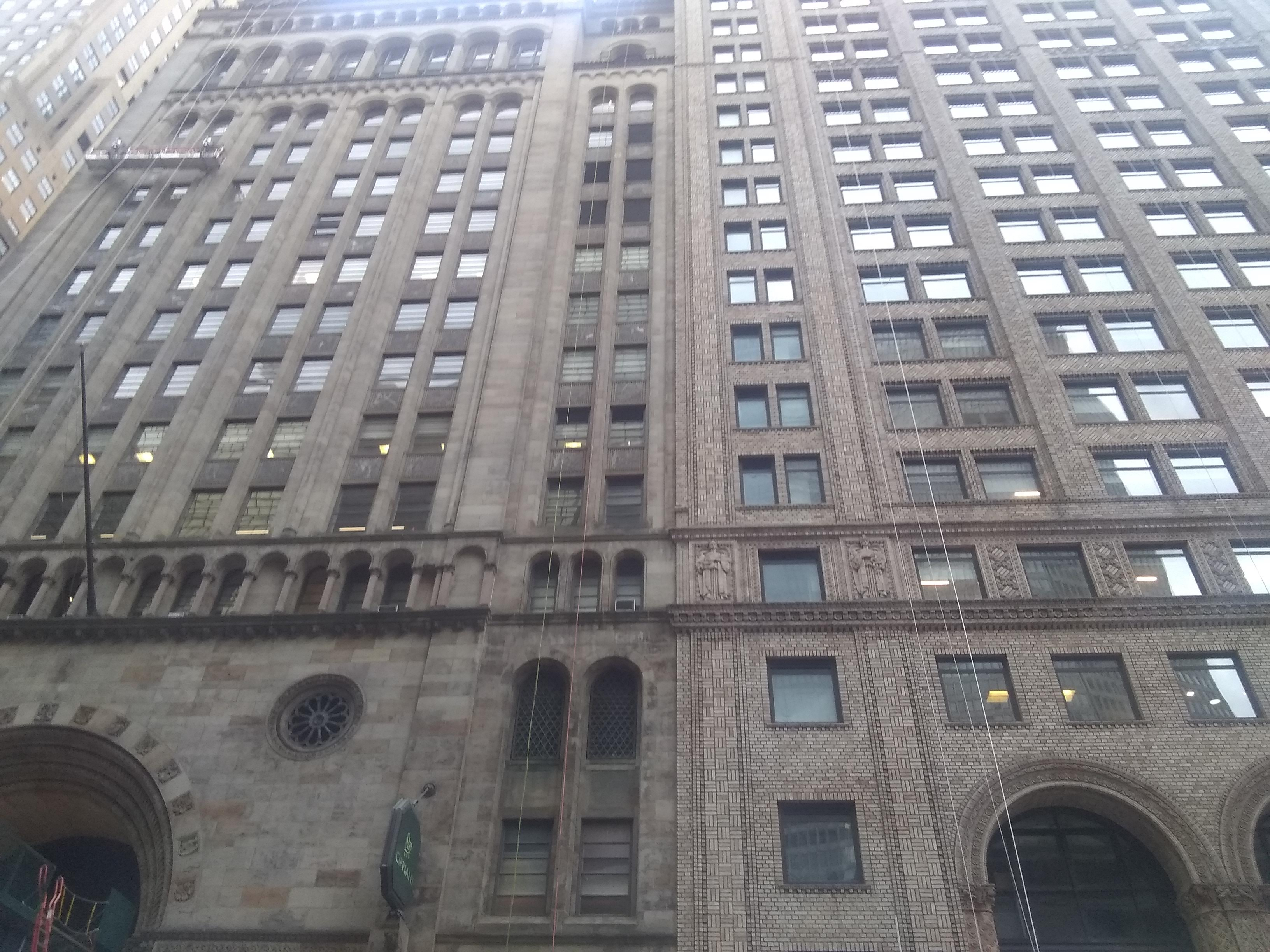
110 East 42nd Street (izquierda) y el Pershing Square Building (derecha) comparten lo que se creía que era una pared medianera

En enero de 1921, Mandel vendió al Bowery Savings Bank la mitad este del sitio del Grand Union Hotel, que se convertiría en un edificio de oficinas llamado 110 East 42nd Street. De acuerdo con el acuerdo de compra entre el banco y la corporación, las estructuras debían contener estructuras entrelazadas, incluyendo lo que se creía que era la pared medianera más alta de la ciudad que separaba dos edificios. York y Sawyer, diseñadores de varios edificios bancarios en el este de Estados Unidos, habían sido contratados para diseñar planes para la nueva Caja de Ahorros en el sitio del Grand Union Hotel. El arquitecto principal del proyecto fue William Louis Ayres. Los planos se presentaron al Departamento de Edificios de Nueva York en abril de 1921. Las excavaciones habían comenzado en febrero de 1921 antes de la aprobación de los planos, y en junio, el comité de construcción recomendó comenzar la construcción de inmediato. La construcción del edificio se inició oficialmente que julio con una innovadora ceremonia.
Cuando se abrió la nueva sucursal en 1923, había 155.000 personas con cuentas en el Bowery Savings Bank. El banco había visto 1,5 millones de dólares en depósitos (equivalentes a 22 508 789 en 2019) "en un día recientemente", comparación con los 2 020 dólares depositados el día de apertura de la sucursal original en 1834 (equivalentes a 51 732 en 2019). Justo antes de la apertura de 110 East 42nd en junio de 1923, 202 millones de depósitos en poder del Bowery Savings Bank ((equivalentes a 1 000 millones en 2019) se trasladaron de la sucursal original a la nueva sucursal, utilizando 14 autos blindados custodiados por 100 policías fuertemente armados. Sin embargo, el banco conservó sus oficinas originales en Bowery. Tras la apertura de 110 East 42nd, la sucursal tenía depósitos totales de 177 millones (equivalentes a 1 000 millones en 2019). Se abrieron 2.500 cuentas nuevas en la sucursal 110 East 42nd el primer día en el cargo y 33 803 cuentas nuevas en los nueve meses posteriores, con un total de depósitos en la sucursal 110 East 42nd aumentando en 25 millones en ese lapso (equivalentes a 296 millones en 2019). La presencia de la nueva sucursal del Bowery Savings Bank y de los brókeres en la calle 42 reforzó su reputación como un "Pequeño Wall Street".

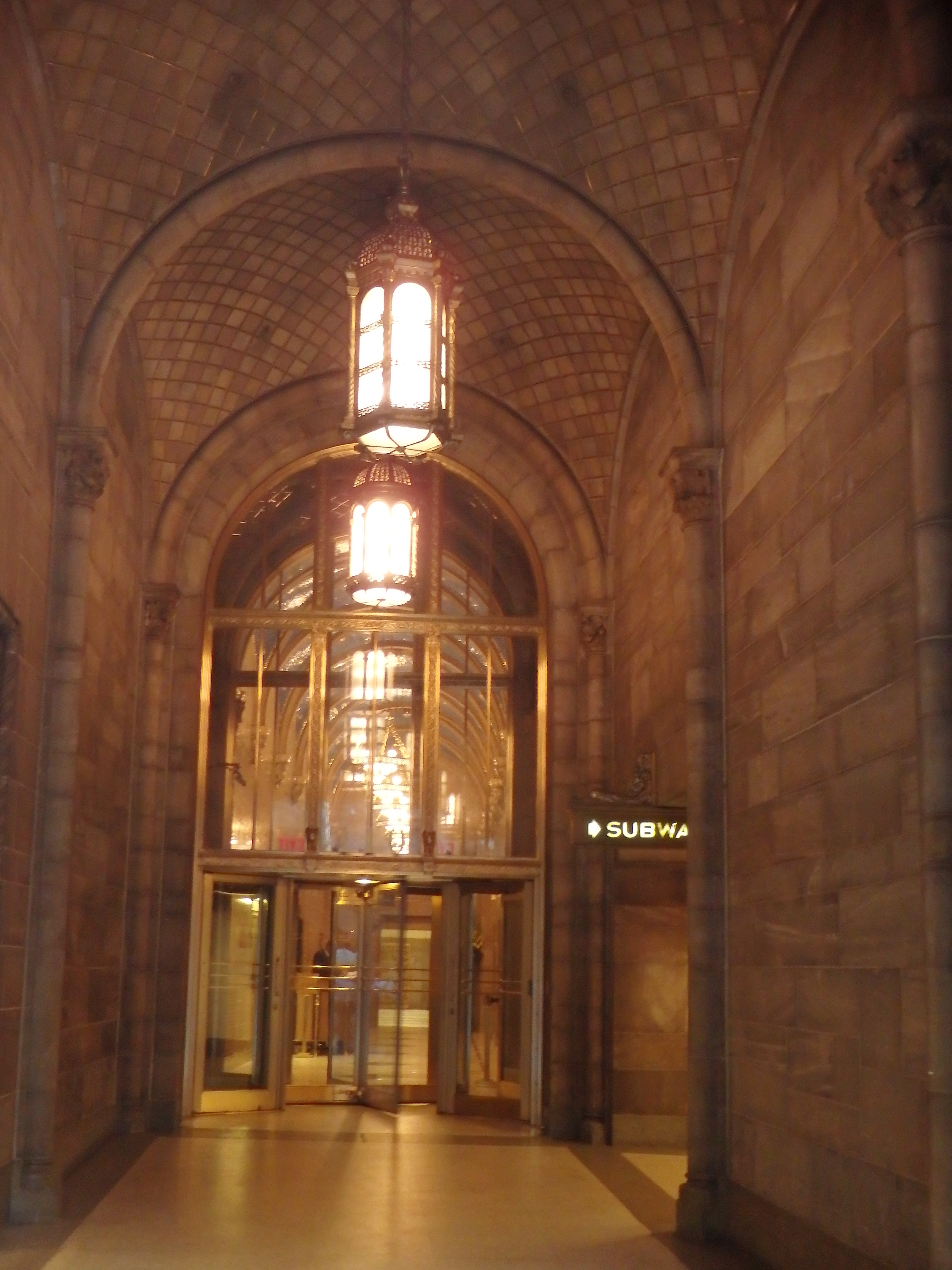
Entrada de la torre de oficinas, escaleras del metro a la derecha

Se hicieron algunas modificaciones al edificio principal en 1927, incluida la instalación de un reloj, vitrales de bronce y puertas giratorias fuera de la entrada de la calle 42. En marzo de 1931 se propuso una ampliación de seis pisos al este, que llegó a llamarse "La Capilla" Louis Ayres diseñó la adición mientras Marc Eidlitz & Son, Inc. erigió la estructura. El anexo de la Capilla se completó en 1933.

### Uso posterior
Las columnas de mármol de la fachada del quinto piso fueron reemplazadas por otras de granito en 1951, y las ventanas y la entrada del anexo fueron rediseñadas en 1956. Se erigió una placa en las afueras de 110 East 42nd Street en 1957, designándola como un punto de interés y un "punto de referencia" no oficial. La pantalla sobre el arco de la calle 42 fue reemplazada por una ventana de vidrio en 1962.
Un año después de que H. F. Ahmanson & Co. adquiriera Bowery Savings Bank en 1991, la propiedad del edificio se transfirió conjuntamente a Ahmanson y una sociedad limitada, que era propietaria del edificio como un condominio. Greenpoint Bank se hizo cargo de los espacios bancarios en 1995, después de haber comprado muchas de las sucursales de Ahmanson. El edificio fue designado monumento oficial de la ciudad de Nueva York en 1996. SL Green compró el edificio en marzo de 1998 y posteriormente renovó el vestíbulo y reemplazó los ascensores. La sala bancaria de la planta baja se convirtió en un restaurante Cipriani y un espacio para eventos de lujo, y Cipriani finalizó el trato para la nueva ubicación en enero de 1999. Al mismo tiempo, con la renovación y reactivación de Grand Central a fines de la década de 1990, los grandes inquilinos comenzaron a ocupar el espacio de oficinas de 110 East 42nd.
Las áreas que rodean a Grand Central, incluyendo 110 East 42nd, tenían 170 000 m² de derechos aéreos sobre la terminal y sus patios ferroviarios. Esto permitió la construcción de desarrollos con esa área de piso máxima por encima de Grand Central. En 2014, algunos de los derechos aéreos no utilizados de 110 East 42nd se pasaron a One Vanderbilt, un rascacielos de 427 m en construcción a una cuadra hacia el oeste.

## Recepción de la crítica
La quinta edición de la Guía AIA de la ciudad de Nueva York se refirió a 110 East 42nd Street como "uno de los grandes espacios de Nueva York". Según un artículo de 1928 de la revista Architectural Forum, el edificio era "un castillo en las nubes traído a la tierra, y el boleto de admisión es solo un pequeño y rígido libro de depósito". Un artículo de 1986 en el periódico canadiense The Globe and Mail decía que 110 East 42nd Street "hace alarde del poder del dinero de Nueva York. Estupendamente lujoso, veteado, con pilares, bronceado y con azulejos, todavía tiene elegantes mesas bancarias Art Deco donde puedes escribir cheques con un bolígrafo art déco".